# نورمان غال (لاعب كرة قدم)
نورمان غال (بالإنجليزية: Norman Gall)‏ هو لاعب كرة قدم بريطاني في مركز الدفاع، ولد في 30 سبتمبر 1942 في Wallsend ‏ في المملكة المتحدة. لعب مع نادي غيتزهد.